# くろしおの恋人たち
くろしおの恋人たち（くろしおのこいびとたち）はNHKのドラマ新銀河で1994年10月17日から11月10日まで放送されたテレビドラマ。

## キャスト
吉野桃子
演 - 裕木奈江
海野浩
演 - 榊原利彦
鳥山隆助教授
演 - 阿部寛
佐野
演 - 岡八郎
三田
演 - 桑原和男
大友由理恵
演 - 土屋久美子
海野千鶴
演 - 東風平千香
鳥山昭
演 - 荒木裕亮
サチコ
演 - 尾崎小百合
シズカ
演 - 宇郷千恵
チアキ
演 - 吉田真紀
トモコ
演 - 佐藤綾
鳥山万作
演 - イッセー尾形
海野光子
演 - 藤田弓子
美香
演 - 永島暎子
浩の父
演 - 小島慶四郎
その他
演 - レツゴー長作、栗塚旭

## スタッフ
- 作 - 矢島正雄[1]
- 音楽 - 堀井勝美[1]
- 大阪言葉指導 - 鳴尾よね子
- 和歌山言葉指導 - 土屋恵司
- 制作統括 - 八木雅次[1]
- 美術 - 山口類児[1]
- 技術 - 枌野実[1]
- 音響効果 - 高橋一郎[1]
- 撮影 - 浜本雅運
- 照明 - 松村豊
- 音声 - 嶋岡智子
- 映像技術 - 中鳥敬夫
- 記録 - 土居友紀子
- 編集 - 市川筆子
- 演出 - 橘高幸三[1]、加藤拓
- 制作 - NHK